# Salix ×multinervis
Salix ×multinervis is een nothospecies uit het geslacht wilg (Salix). Het betreft de hybride van geoorde wilg (Salix aurita) en grauwe wilg (Salix cinerea).

## Determinatie
Salix ×multinervis lijkt sterk op beide oudersoorten maar onderscheidt zich door de relatief grote, blijvende steunbladen (zoals bij geoorde wilg), maar de bladeren zijn veel minder rimpelig. De knopschubben zijn kaal en rood- tot geelachtig van kleur.

## Syntaxonomie
In de syntaxonomie staat Salix ×multinervis te boek als kentaxon voor de klasse van wilgenbroekstruwelen (Franguletea).